# Antonio Colinas
Antonio Colinas Lobato (La Bañeza, 30 gennaio 1946) è un poeta, romanziere e traduttore spagnolo.

## Biografia
Ha studiato storia presso l'Università di Madrid e alcuni suoi maestri erano Vicente Aleixandre e María Zambrano. Tra il 1970 e il 1974 ha servito come lettore spagnolo presso le Università di Milano e di Bergamo. Due decenni più tardi ha vissuto a Ibiza e nel 1998 si trasferisce a Salamanca.
Le sue prime pubblicazioni sono dal 1969 e appartengono al genere lirico: Poemas de la tierra y de la sangre y Preludios a una noche total e Junto al lago, scritto nel 1967. Nel 1985 ha pubblicato il suo primo romanzo, Un año en el sur: Para una educación estética. Tra le sue traduzioni dall'italiano troviamo il poeta italiano Giacomo Leopardi e le poesie del poeta italiano Salvatore Quasimodo, vincitore del Premio Nobel per la letteratura.
Il lavoro di Colinas presenta ampiezza e relativa varietà: ha pubblicato poesie, romanzi, saggi e memorie, oltre a una sorta di prosa poetica e aforistica, ed ha effettuato numerose traduzioni tra le quali molte di testi poetici e autori italiani).

## Premi e riconoscimenti
- 1976 - Premio de la Crítica de poesía castellana per Sepulcro en Tarquinia
- 1982 - Premio Nacional de Literatura per l'antologia Poesía, 1967-1980
- 1996 - Mención Especial del Premio Internacional Jovellanos de Ensayo per Sobre la Vida Nueva
- 1998 - Premio Castilla y León de las Letras
- 1999 - Premio Internacional Carlo Betocchi per la sua attività di traduttore e studioso della letteratura italiana
- 2001 - Premio de la Academia Castellana y Leonesa de Poesía
- 2005 - Premio Nacional de Traducción, conferito dal Ministero degli Affari Esteri Italiano, per la traduzione dell'opera poetica completa de Salvatore Quasimodo
- 2006 - "Alubia de Oro", premio che gli conferisce il titolo di "Personaje Bañezano del Año 2006", creato dal settimanale El Adelanto Bañezano
- 2006 - Premio Leonés del Año 2006 (conferito da Cadena Ser)
- 2008 - Pregonero Vitalicio de la Feria del Libro de Salamanca
- 2011 - Hijo Adoptivo de Salamanca
- 2012 - X Premio de la Crítica de Castilla y León
- 2014 - Premio de las Letras Teresa de Ávila
- 2016 - XXV Premio Reina Sofía de Poesía Iberoamericana
- 2019 - Premio Lerici Pea Golfo dei Poeti[1]

## Pubblicazioni

### Libri di poesia
- Junto al lago. Salamanca: Cuadernos para Lisa, 2001. (Written in 1967)
- Poemas de la tierra y de la sangre. León: Diputación Provincial, 1969.
- Preludios a una noche total. Madrid: Rialp, col. Adonais, 1969.
- Truenos y flautas en un templo. San Sebastián: C.A.G. de Gipuzkoa, 1972.
- Sepulcro en Tarquinia. León: Diputación Provincial, col. Provincia, 1975.
- Astrolabio. Madrid: Visor Libros, 1979.
- En lo oscuro. Rota (Cádiz): Cuadernos de Cera, 1981.
- Noche más allá de la noche. Madrid: Visor Libros, 1983. 2ª edizione: Noche más allá de la noche. Valladolid: Fundación Jorge Guillén, 2004.
- La viña salvaje. Córdoba: Antorcha de Paja, 1985.
- Diapasón infinito (w/ illustrations by Perejaume). Barcelona: Tallers Chardon y Yamamoto, 1986.
- Dieciocho poemas. Ibiza: Caixa Balears, 1987.
- Material de lectura. México: Universidad Nacional Autónoma de México, 1987.
- Jardín de Orfeo. Madrid: Visor Libros, 1988.
- Libro de las noches abiertas (w/ 16 illustrations by Mario Arlati). Milan: Peter Pfeiffer, 1989.
- Blanco / Negro (con 5 ilustraciones de Mario Arlati, ed. bilingüe). Milan: Peter Pfeiffer, 1990.
- Los silencios de fuego. Barcelona: Tusquets, col. Marginales, 1992.
- La hora interior. Barcelona: Taller Joan Roma, 1992.
- Pájaros en el muro / Birds in the wall (bilingual, w/ 3 illustrations by Barry Flanagan). Barcelona: Taller Joan Roma, 1995.
- Libro de la mansedumbre. Barcelona, Tusquets, col. Nuevos Textos Sagrados, 1997.
- Córdoba adolescente. Córdoba: CajaSur, col. Los Cuadernos de Sandua, 1997.
- Amor que enciende más amor. Barcelona: Plaza y Janés, 1999.
- Nueve poemas. Salamanca: Celya, col. Aedo de Poesía, 2000.
- Tiempo y abismo. Barcelona: Tusquets, col. Nuevos Textos Sagrados, 2002.
- L'amour, el amor (w/ poems by Michel Bohbot; illustrations by Irriguible). Paris: Editions du Labyrinthe, 2002.
- Obscur hautbois de brume (bilingual anthology by Françoise, et al. Contains Noche más allá de la noche). Bruxelles: Le Cri, 2003.
- Seis poemas (commentary by Luis Miguel Alonso). Burgos: Instituto de la Lengua de Castilla y León, 2003.
- Treinta y ocho poemas (tribute to Antonio Manso). Madrid: Real Casa de la Moneda, 2003.
- En Ávila unas pocas palabras. Valladolid: El Gato Gris, 2004.
- Respirar adentro (w/ photos by Gianfranco Negri-Clementi). Milan: Scheiwiller, 2006.
- Trilogía de la mansedumbre (edition not sold). Valladolid: Junta de Castilla y León, 2006.
- Donde la luz llora luz. Valladolid: El Gato Gris, 2007.
- Riberas del Órbigo (w/ photos by Manuel Raigada). La Bañeza (León): Ayuntamiento de La Bañeza, 2007.
- Desiertos de la luz. Barcelona: Tusquets, 2008.
- Catorce retratos de mujer. Salamanca: El Zurguén, 2011. 2ª edizione: Catorce retratos de mujer. Cuenca: Segundo Santos Ediciones, 2011. 3ª edizione: Catorce retratos de mujer (w/ 14 illustrations by Cis Lenaerts). Ibiza: Edicions H. Jenniger, 2011.
- Canciones para una música silente. Madrid: Siruela, 2014.

### Poesie e antologie
- Poesía, 1967-1980. Madrid: Visor Libros, 1982.
- Poesía, 1967-1981. Madrid: Visor Libros, 1984.
- El río de sombra: Poesía 1967-1990. Madrid: Visor Libros, 1994.
- El río de sombra: Treinta años de poesía, 1967-1997. Madrid: Visor Libros, 1999.
- La hora interior: Antología poética 1967-2001. Salamanca[?]: Junta de Castilla y León, 2002.
- El río de sombra: Treinta y cinco años de poesía, 1967-2002. Madrid: Visor Libros, 2004.
- En la luz respirada (critical edition of Sepulcro en Tarquinia, Noche más allá de la noche, and Libro de la mansedumbre). Edited by José E. Martínez). Madrid: Cátedra, 2004.
- La luz es nuestra sangre. León: Edilesa, 2006.
- Antología. Tenerife: Caja Canarias, 2007.
- Nueva ofrenda. Cáceres: Colección Abezetario, 2009.
- Obra poética completa. Madrid: Ediciones Siruela, 2011.
- Obra poética completa. México DF: Fondo de Cultura Económica/Conaculta, 2011.

### Narrativa e saggi
- Viaje a los monasterios de España. Barcelona: Planeta (“Biblioteca Cultural RTV” Collection), 1976. (New edition: León: Edilesa, 2003)
- Un año en el sur: para una educación estética. Madrid: Trieste, 1985.
- Larga carta a Francesca. Barcelona: Seix Barral, 1986.
- Días en Petavonium. Barcelona: Tusquets Editores, 1994.
- El crujido de la luz. León: Edilesa, 1999.
- Huellas. Valladolid: Castilla Ediciones, 2003.
- Cerca de la Montaña Kumgang. Salamanca: Amarú Edciones, 2007.
- Leyendo en las piedras. Madrid: Siruela, 2007.
- El sentido primero de la palabra poética. Madrid: Siruela, 2008.
- "El hombre que odiaba los árboles." In Narraciones de la Escuela. Ed. Isabel Cantón. Barcelona: Editorial Davinci, 2009.